# Semiothisa sudanata
Semiothisa sudanata är en fjärilsart som beskrevs av W. Warren 1905. Semiothisa sudanata ingår i släktet Semiothisa och familjen mätare. Inga underarter finns listade i Catalogue of Life.